# Winnebago (Nebraska)
Winnebago es una villa ubicada en el condado de Thurston en el estado estadounidense de Nebraska. En el Censo de 2010 tenía una población de 774 habitantes y una densidad poblacional de 1.472,13 personas por km².

## Geografía
Winnebago se encuentra ubicada en las coordenadas 42°14′10″N 96°28′19″O / 42.23611, -96.47194. Según la Oficina del Censo de los Estados Unidos, Winnebago tiene una superficie total de 0.53 km², de la cual 0.53 km² corresponden a tierra firme y (0%) 0 km² es agua.

## Demografía
Según el censo de 2010, había 774 personas residiendo en Winnebago. La densidad de población era de 1.472,13 hab./km². De los 774 habitantes, Winnebago estaba compuesto por el 4.39% blancos, el 0.13% eran afroamericanos, el 90.57% eran amerindios, el 0% eran asiáticos, el 0% eran isleños del Pacífico, el 0.13% eran de otras razas y el 4.78% pertenecían a dos o más razas. Del total de la población el 4.01% eran hispanos o latinos de cualquier raza.